# Chính phủ Lâm thời Trung Hoa Dân Quốc (1924–1926)
Chính phủ Lâm thời Trung Hoa Dân Quốc là chính phủ lâm thời của Trung Hoa Dân Quốc từ năm 1924 đến 1926 và có trụ sở tại Bắc Bình (nay là Bắc Kinh).

## Lịch sử
Vào tháng 10 năm 1924, Phùng Ngọc Tường và những người khác đã phát động một cuộc đảo chính ở Bắc Kinh, lật đổ Tào Côn và Ngô Bội Phu, những người trực tiếp dưới quyền ông. 22 tháng 11 năm 1924, Đoàn Kỳ Thụy từ Thiên Tân đi đến Bắc Kinh. Vào ngày 24 tháng 11, Đoàn Kỳ Thụy đã công bố "Hệ thống chính phủ lâm thời Trung Hoa Dân Quốc", chỉ có 6 điều. Cùng ngày, Đoàn Kỳ Thụy nhậm chức tổng thống lâm thời. "Hệ thống chính phủ lâm thời Trung Hoa Dân Quốc", Chính phủ lâm thời Trung Hoa Dân Quốc được thành lập.
Tạm thời cầm quyền nhằm Đoàn Kỳ Thụy hủy bỏ việc "Hiến pháp Trung Hoa Dân Quốc" và "Hiến pháp Lâm thời Trung Hoa Dân Quốc", đang bắt đầu phát triển một mới "Hiến pháp Trung Hoa Dân Quốc". Vào ngày 24 tháng 12 năm 1924, Quy định về Hội nghị Hậu quả đã được ban hành. Vào ngày 1 tháng 2 năm 1925, Hội nghị Hậu quả được tổ chức tại Bắc Kinh. Mục đích là để "giải quyết tranh chấp hiện tại và thảo luận về kế hoạch xây dựng", kết thúc vào ngày 21 tháng 4 cùng năm. Ngày 03 tháng 5 năm 1925, "Đạo luật Ủy ban soạn thảo Hiến pháp Nhà nước," công bố Ủy ban soạn thảo Hiến pháp Nhà nước chính thức gặp nhau trên ngày 3 tháng 8 cùng năm, trong tháng 12 năm 1925 rằng "Trung Hoa Dân Quốc Hiến pháp" tuyên bố của chính phủ lâm thời để cung cấp một Đại hội toàn quốc giải quyết để thực hiện. Các quy định của Quốc hội Nhân Dân Quốc gia do Nhân dân lập pháp lâm thời đề xuất đã được thông qua sau cuộc họp ngày 18 tháng 4 năm 1925 và được công bố vào ngày 24 tháng 4. Tuy nhiên, dưới sự phản đối của phong trào Quốc hội do Trung Quốc Quốc dân Đảng và Đảng Cộng sản Trung Quốc thúc đẩy, Quốc hội Trung Quốc đã không Có thể triệu tập, dẫn đến "Hiến pháp Trung Hoa Dân Quốc" không thực hiện được nghị quyết, hiến pháp mới đã mất.
Vào ngày 7 tháng 4 năm 1925, Hội đồng Nhà nước đã thông qua "Quy định về Thượng viện lâm thời" và công bố vào ngày 13 tháng 4. Vào ngày 24 tháng 4 năm 1925, Đoàn Kỳ Thụy đã ra lệnh hủy bỏ hệ thống pháp luật, tái đắc cử Quốc hội, trong khi hủy bỏ "Hiến pháp lâm thời Trung Hoa Dân Quốc" và "Hiến pháp Trung Hoa Dân Quốc". Sau đó, Quốc bất thường Bắc Kinh, được tổ chức bởi một thành viên thiểu số của Tiền Quốc hội Trung Hoa Dân Quốc, người chống lại chính quyền Tào Côn, cũng bị chính phủ lâm thời giải tán. Vào ngày 30 tháng 7 năm 1924, thượng viện lâm thời được thành lập.
Vào ngày 26 tháng 12 năm 1925, Đoàn Kỳ Thụy tuyên bố "Sửa đổi hệ thống chính phủ lâm thời Trung Hoa Dân Quốc", mở rộng thành bảy điều.
Vào ngày 18 tháng 3 năm 1926, các sinh viên từ nhiều trường đại học và cao đẳng ở Bắc Kinh đã biểu tình và phản đối tối hậu thư do Trung Quốc ban hành cho vụ việc Taku. Các sinh viên biểu tình đã bị tàn sát trong chính phủ lâm thời, dẫn đến thảm kịch ngày 18 tháng 3.
Vào ngày 9 tháng 4 năm 1926, Lộc Chung Lân, thuộc cấp của Phùng Ngọc Tường đã lãnh đạo một cuộc đảo chính quốc gia để bao vây chính phủ cầm quyền tạm thời. Đoàn Kỳ Thụy cầm quyền tạm thời và những người khác chạy trốn đến phố truyền thống Bắc Kinh. Vào ngày 20 tháng 4 năm 1926, Đoàn Kỳ Thụy trốn khỏi Bắc Kinh đến Thiên Tân, và sau đó được Hội đồng Nhà nước tạm thời bổ nhiệm. Vào ngày 13 tháng 5 năm 1926, nội các Nhan Huệ Khánh, người trước đó đã sụp đổ vào năm 1924, đã tuyên bố phục hồi, và quyền lực của Tổng thống đã được Hội đồng Nhà nước nắm giữ. Chính phủ lâm thời Trung Hoa Dân Quốc không còn tồn tại.